# Azteca fiebrigi
Azteca fiebrigi är en myrart som beskrevs av Auguste-Henri Forel 1909. Azteca fiebrigi ingår i släktet Azteca och familjen myror. Inga underarter finns listade.